# Amata ragazzii
Amata ragazzii (Turati, 1917) è un lepidottero appartenente alla famiglia Erebidae, endemico dell'Italia meridionale.

## Biologia
Gli adulti, tossici per i predatori, volano, con la tipica andatura lenta, da giugno a luglio là dove ci sia vegetazione favorevole al nutrimento delle larve.
Le larve si nutrono su varie specie di piante a crescita bassa, tra cui Plantago, Rumex, Galium e Taraxacum.

## Tassonomia
Sono note le seguenti sottospecie:
- Amata ragazzii ragazzii
- Amata ragazzii asperomontana (Stauder, 1917) (Aspromonte)
- Amata ragazzii silaensis Obraztsov, 1966 (Sila)